# Università di Utrecht
L'Università di Utrecht (in olandese Universiteit Utrecht) si trova a Utrecht ed è stata fondata nel 1636. È una delle più antiche università dei Paesi Bassi e una delle più grandi in Europa. Nel 2008 il budget dell'Università ammontava a € 715 milioni.

## Scienziati famosi
- Nicolaas Bloembergen
- Paul Crutzen
- Peter Debye
- Christiaan Eijkman
- Willem Einthoven
- Jacobus Henricus van 't Hoff
- Gerardus 't Hooft
- Tjalling Koopmans
- Wilhelm Conrad Röntgen
- Lavoslav Ružička
- Martinus Veltman